# Trichiosoma sorbi
Trichiosoma sorbi är en stekelart som beskrevs av Hartig 1840. Trichiosoma sorbi ingår i släktet Trichiosoma, och familjen klubbhornsteklar. Arten är reproducerande i Sverige.